# Вакар, Сергей Михайлович
Сергей Михайлович Вакар (бел. Сяргей Міхайлавіч Вакар; 27 сентября 1928, Оршанский округ, Орша, Белорусская ССР — 16 июня 1998) — белорусский и советский скульптор. Заслуженный деятель искусств Белорусской ССР (1978).

## Биография

Памятник Максиму Богдановичу (Минск, 1981)

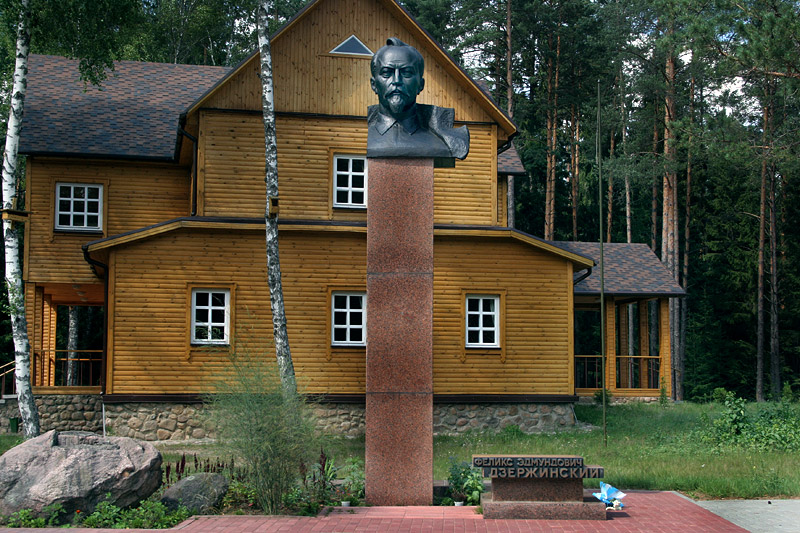
Памятник Ф. Э. Дзержинскому в усадьбе Дзержиново Минской области

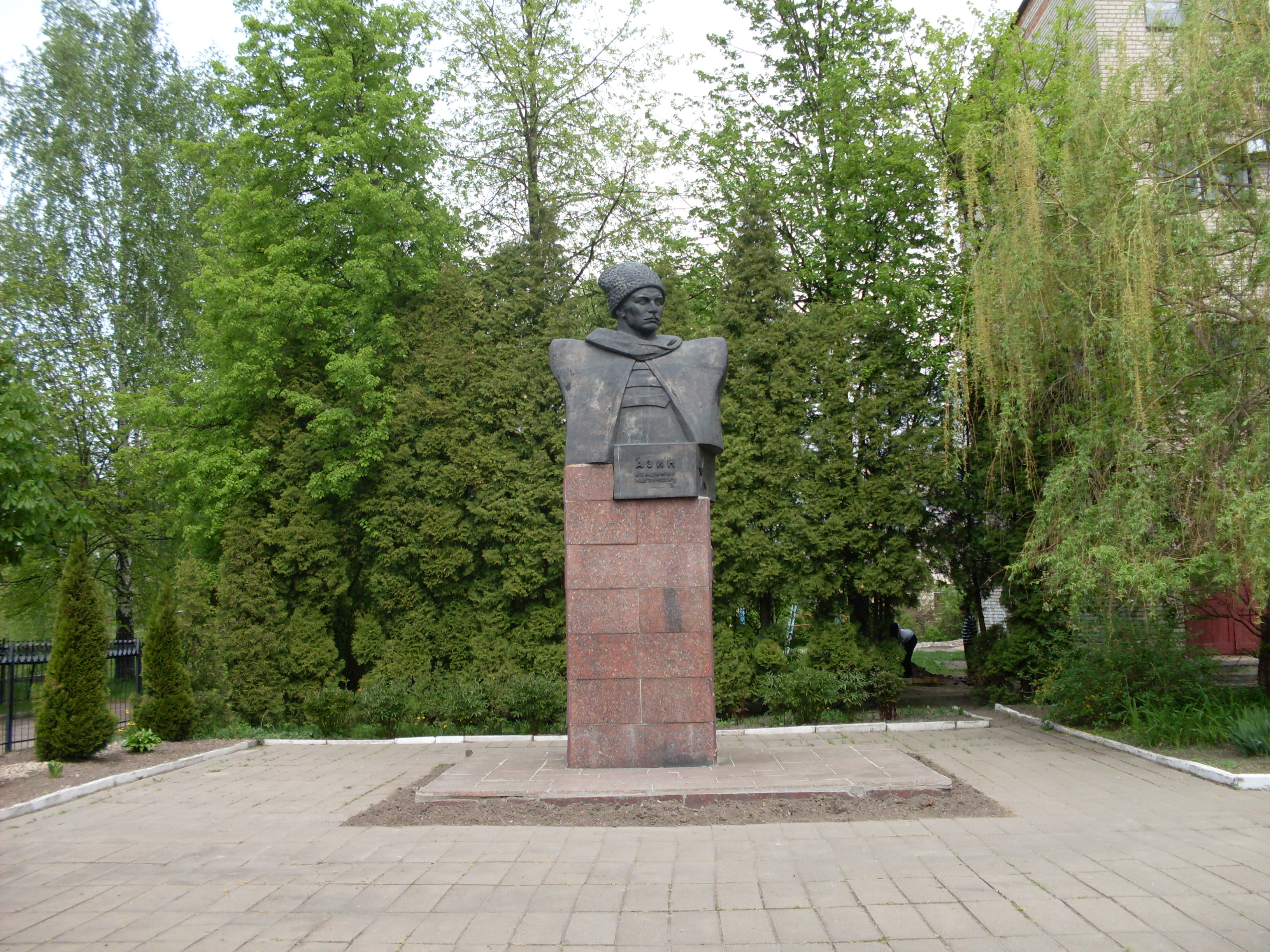
Памятник В. М. Азину в г. Полоцке

Родился в семье железнодорожника, работал в локомотивном депо, окончил школу рабочей молодежи, получил специальность токаря. В 1957 году поступил на скульптурное отделение Минского художественного училища, затем в 1966 году — Белорусский государственный театрально-художественный институт (ныне Белорусская государственная академия искусств).

## Творчество
Плодотворно работал в области монументальной и станковой скульптуры.
Автор целой галереи скульптурных портретов исторических личностей, государственных деятелей, героев войны, писателей, рабочих и спортсменов. Пластическая точность его работ сочетается с глубиной и чёткостью образов, а отличительной особенностью стало стремление к наибольшей точности в передаче содержания произведения через внешне простые, монументализированные формы. Военная тема, отражение мужества и героизма белорусского народа — основное направление творчества художника.
В 1957 году выполнил дипломную работу «Рельсовая война», которую приобрёл Белорусский государственный музей истории Великой Отечественной войны. За ней последовали скульптурные композиции: «Юные Мстители» (1958), «Подвиг Петра Куприянова», «Стоять насмерть» (1961).
Создал портреты Героя Советского Союза подпольщика Николая Кедышко (1967), героев Великой Отечественной войны: П. Я. Головачёва (1961), С. Ф. Шутова (1967), М. Ф. Шмырёва (1969, 1974), К. П. Орловского (1972), К. С. Заслонова (1973), Я. Налепки (1974), деятелей белорусской культуры (Ф. Скорины, М. Богдановича, Н. Гусовского и др.
В 1960—1970-е С. Вакар создал портреты своих современников: проходчика Солигорского калийного комбината И. Акалелава (1961), писателей В. Короткевича (1968), П. Панченко (1969), Я. Брыля (1976), художника А. Кашкуревича (1975), космонавта П. Климука и др.
Широко известны его монументальные произведения — памятники вице-адмиралу В. П. Дрозду (г. Буда-Кошелёво), поэту М. Богдановичу (Минск), Ф. Э. Дзержинскому в усадьбе Дзержиново Минской области, герою Гражданской войны В. М. Азину в г. Полоцке, декоративная композиция для фонтана у гостиницы Совета Министров БССР в Минске.

## Награды и звания
- Заслуженный деятель искусств Белорусской ССР (1978).